# Trocholejeunea corticalis
Trocholejeunea corticalis là một loài Rêu trong họ Lejeuneaceae. Loài này được (Lehm. & Lindenb.) R.M. Schust. miêu tả khoa học đầu tiên năm 1992.